# Метскюла (Ноароотсі)
Ме́тскюла (ест. Metsküla, швед. Derskogen) — колишнє село в Естонії, на момент ліквідації належало до Туксіської сільської ради Гаапсалуського району (до жовтня 2017 року територія волості Ноароотсі, нині — волості Ляене-Ніґула повіту Ляенемаа).

## Населення
Чисельність населення в 1959 році становила 30 осіб, у 1970 році — 12 осіб.

## Історія
Під час адміністративної реформи 1977 року село Метскюла було ліквідовано, а його територія відійшла до села Ванакюла.